# Hemiaufidus gerda
Hemiaufidus gerda är en insektsart som beskrevs av Schmidt 1920. Hemiaufidus gerda ingår i släktet Hemiaufidus och familjen spottstritar. Inga underarter finns listade i Catalogue of Life.